# Лісне (Гур'євський міський округ)
Лісне (рос. Лесное) — селище Гур'євського міського округу, Калінінградської області Росії. Входить до складу Новомосковського сільського поселення.
Населення —  301 особа (2015 рік). 

## Населення
| 2002 | 2010 | 2011 |
| ---- | ---- | ---- |
| 236  | ↗300 | ↗301 |